# Grete Keilson
Margarete „Grete“ Fuchs-Keilson (geb. Schnate, * 21. Dezember 1905 in Berlin; † 4. Januar 1999 in Dresden) war eine deutsche Funktionärin der KPD und SED.

## Biografie
Die Tochter eines Arbeiters trat nach dem Besuch der Volksschule und Handelsschule 1922 in die Kommunistische Jugend Deutschlands (KJD) ein und wurde 1925 Mitglied der KPD. Anschließend war sie Instrukteurin für Betriebs- und Häuserblockzeitungen. 1927 heiratete sie den Grafiker und Journalisten Max Keilson. Mit diesem begleitete sie 1928 die Delegation des ZK der KPD zum VI. Weltkongress 1928 der Kommunistischen Internationale (Komintern) nach Moskau. Im folgenden Jahr wurde sie Mitarbeiterin des Leiters des Westeuropäischen Büros der Komintern, Georgi Dimitrow, und zugleich bis zu dessen Verhaftung nach dem Reichstagsbrand am 9. März 1933 unter dem Decknamen Marianne dessen Sekretärin.
Nach der Verhaftung Dimitrows emigrierte sie selbst nach Paris und wurde dort am 20. August 1933 Mitarbeiterin des Weltkomitees gegen Krieg und Faschismus, für das sie zwischen 1935 und 1936 unter dem Decknamen Alma in Prag tätig war. 1936 kehrte sie nach Paris zurück und war dort unter dem Decknamen Agnes Mitarbeiterin des Sekretariats des Zentralkomitees der KPD. Als solche war sie bis 1939 Zentrale Sekretärin für die organisatorische Führung des Apparats und war anschließend Mitarbeiterin im Apparat der Komintern in Moskau. 1943 wurde sie Mitarbeiterin Im Büro des Vorsitzenden der KPD Wilhelm Pieck und nahm in diesen Funktionen auch an den Gründungsversammlungen des Nationalkomitee Freies Deutschland (NKFD) und des Bundes Deutscher Offiziere (BDO) im September 1943 teil. In der Folgezeit leistete sie nicht nur Kurierdienste, sondern auch politische Aufklärungsarbeit in Kriegsgefangenenlagern und war ab Herbst 1944 Mitglied des Kreises für den Einsatz in Deutschland.
Nach ihrer Rückkehr nach Deutschland im Juni 1945 war sie von Ende 1945 bis 1948 Leiterin der Abteilung Personalpolitik beim Zentralkomitee der KPD beziehungsweise nach der Zwangsvereinigung von SPD und KPD zur SED 1946 Leiterin der Abteilung Kader beim Parteivorstand der SED  paritätisch mit dem aus der SPD kommenden Alexander Lösche. Zugleich war sie zwischen 1946 und 1950 Mitglied der Revisionskommission beim Parteivorstand der SED. Am 6. Oktober 1948 wurde sie auf Beschluss des Zentralsekretariats der SED nach der Abberufung der bisherigen Gesellschafter der DEFA (Herbert Volkmann, Alfred Lindemann, Kurt Maetzig) und als neue Aktionärin neben den anderen Mitarbeitern des Parteiapparats Alexander Lösche und Wilhelm Meißner eingesetzt.

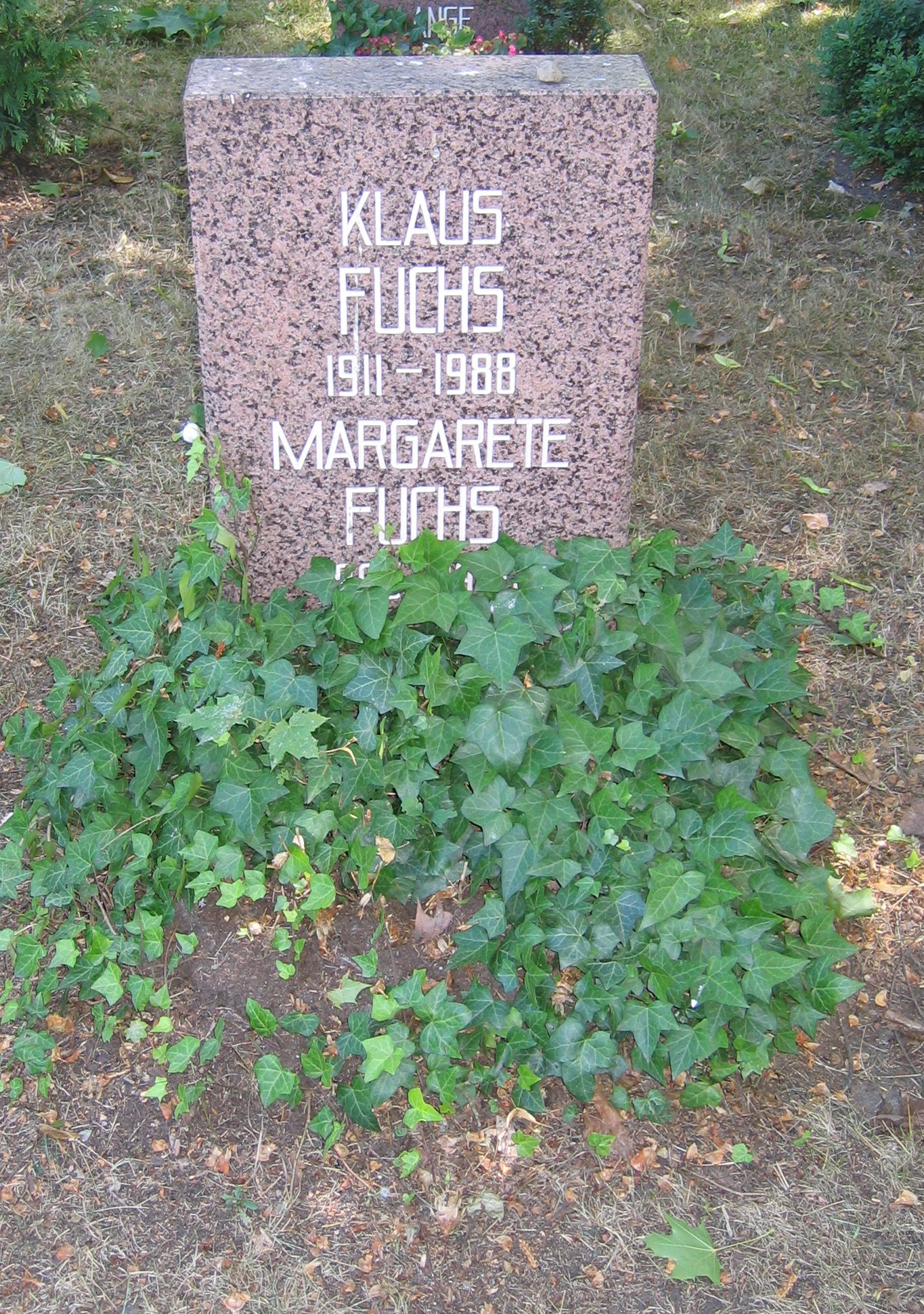
Grab von Klaus Fuchs und Margarete Fuchs auf dem Zentralfriedhof Friedrichsfelde

Grete Keilson war außerdem 1948 bis 1952 Leiterin der Abteilung Internationale Verbindungen beim ZK der SED. In dieser Funktion stand sie damit auf Regierungsseite dem Staatssekretär im Außenministerium Anton Ackermann gegenüber. Danach wurde Keilson „zurückgestuft“ und war anschließend bis 1959 als Vertreterin von Peter Florin, der bisher Stellvertretender Leiter der Abteilung gewesen war, Stellvertretende Leiterin dieser Abteilung. In dieser Funktion war sie zeitweise auch Mitglied der Außenpolitischen Kommission beim Politbüro der SED unter der Leitung von Walter Ulbricht und danach Heinrich Rau sowie Mitglied der ZK-Kommission für Auslandsreisen unter der Leitung von Minister für Staatssicherheit Wilhelm Zaisser, die über jegliche Reise von SED-Funktionären ins Ausland entschied.
1959 heiratete sie in zweiter Ehe den Kernphysiker Klaus Fuchs.
Zuletzt war sie bis zu ihrem Eintritt in den Ruhestand 1970 Mitarbeiterin der Presseabteilung im Ministerium für Auswärtige Angelegenheiten der DDR.
Für ihre Verdienste in der DDR und der SED erhielt sie neben anderen Auszeichnungen unter anderem 1955 den Vaterländischen Verdienstorden, 1970 die Ehrenspange zum Vaterländischen Verdienstorden und 1985 den Stern der Völkerfreundschaft. Ihre Urne wurde in der Grabanlage „Pergolenweg“ des Zentralfriedhofs Friedrichsfelde in Berlin-Lichtenberg beigesetzt.
1969 veröffentlichte sie in der Reihe Beiträge zur Geschichte der Arbeiterbewegung ihr Werk Erinnerungen an Georgi Dimitrow.